# Wenn Russland gewinnt. Ein Szenario
Wenn Russland gewinnt. Ein Szenario ist ein 116-seitiges Buch des Politikwissenschaftlers Carlo Masala, das im März 2025 im Verlag C. H. Beck erschien. Darin konstruiert Masala ein Szenario, in dem Russland die Bereitschaft der NATO zur Ausrufung des Bündnisfalls testet – und gewinnt. 

## Inhalt
Basis des Szenarios ist ein Sieg Russlands im Ukraine-Krieg. Für Masala ist ein solcher Sieg bereits dann gegeben, wenn Russland das Territorium behalten könnte, das es zum Zeitpunkt des Erscheinen des Buches, März 2025, besetzt hält.
Nach dem offiziellen Ende des Krieges zieht sich Wladimir Putin vom Amt des russischen Präsidenten zurück und wirkt nur noch aus dem Hintergrund. Als seinen Nachfolger ernennt er den 47-jährigen Oleg Obmantschikow, der durch eine Charme-Offensive Hoffnung auf eine diplomatische Tauwetterperiode macht. Da sich die Beziehungen zu Russland wieder normalisieren, verzichten europäische Länder auf gesteigerte Aufrüstung, die Vereinigten Staaten reduzieren ihr militärisches Engagement in Europa ohnehin. Doch das russische Regime nutzt die friedlichen Jahre zur Reorganisation seiner Streitkräfte.
Am 27. März 2028 besetzen russische Truppen die estnische Grenzstadt Narwa und die Ostseeinsel Hiiumaa. Zwischen der Insel und der Oblast Kaliningrad wird somit eine Ostsee-Blockade des Baltikums möglich. Dadurch hätten NATO-Truppen nur noch durch die Suwałki-Lücke Zugang zu den baltischen Staaten. Unterstützt wird die russische Blockade-Option durch vorhergegangene Operationen im afrikanischen Mali. Dort lösen russische Geheimdienstler und Söldner (teilweise gewalttätig) eine neue Flüchtlingswelle über das Mittelmeer aus, zu deren Kontrolle und Unterbindung Kriegsschiffe der EU benötigt werden und darum auch deutsche Fregatten aus der Ostsee in das Mittelmeer verlegt werden.
Am Tag des Angriffs auf Estland geschehen zwei Terroranschläge, einer in Deutschland, einer in England. In Deutschland kommt ein führender Rüstungsmanager ums Leben, als er zu einer dringenden Sitzung nach Berlin fliegen will. Dabei soll es um die Umstellung auf Kriegswirtschaft gehen. Die Verursacher der Anschläge werden im Szenario nicht genannt, doch es ist von Vermutungen die Rede.
Im Südchinesischen Meer wird ein Konflikt um einen Luftwaffenstützpunkt auf den Spratly-Inseln von der Volksrepublik China eskaliert, um die US-amerikanische Aufmerksamkeit von den Vorgängen im Baltikum abzuziehen. Einen Tag nach dem Einmarsch in die estnische Stadt folgt eine russische Machtdemonstration an geografisch ganz anderer Stelle. In einer Blitzaktion von Kampfschwimmern aus einem Atom-U-Boot wird die russische Flagge auf der unbewohnten Hans-Insel gehisst, womit auch signalisiert wird, wie weit sich ein russisches Atom-U-Boot unbemerkt den USA nähern kann.
Derweil wird in den europäischen Hauptstädten, in Washington und in Brüssel fast ununterbrochen konferiert. Auf militärischen Gegenmaßnahmen wird sich nicht geeinigt. Am 28. März 2028 wird der estnische Antrag auf Aufrufung des NATO-Bündnisfalls (Artikel 5 des Nordatlantikvertrags) abgelehnt. Der Angriff wird als begrenzte Operation Russland betrachtet. Der US-amerikanische Präsident kommentiert: „Ich bin nicht bereit, für Narwa den Dritten Weltkrieg zu riskieren.“ In der abschließenden Pressekonferenz erlaubt sich der NATO-Generalsekretär die persönliche Bemerkung: „Heute war für die Allianz ein schwarzer Tag.“
Im Nachwort hält Masala fest: „Wenn das hier entwickelte Szenario, also ein räumlicher begrenzter Test der Belastbarkeit von Artikel 5, zu dem beschriebenen Ergebnis führen würde, dann hätte Russland sein Ziel erreicht.(...) Wenn die Mitgliedsstaaten nicht mehr glauben, dass Artikel 5, das kollektive Beistandversprechen, Gültigkeit hat, dann ist die NATO am Ende, da sie dann ihren eigentlichen Daseinszweck nicht mehr erfüllt.“
Das bedeute, die Verpflichtungen der europäischen Staaten gegenüber der NATO vollumfänglich zu erfüllen. Hoffnungen darauf, dass Russland künftig zu schwach sein werde, um andere Staaten anzugreifen, seien „Wolkenkuckucksheime“. Es gäbe nur eine Strategie, um das im Buch beschriebene Szenario zu verhindern: „die Abschreckung des russischen Militärpotentials und die Eindämmung der machtpolitischen Ambitionen des Kremls.“ Daher müsse weiter aufgerüstet werden.

## Rezeption
Nicolas Freund rezensiert in der Süddeutschen Zeitung, man müsse das sehr kompakte und teilweise skizzenhafte Buch als „pädagogische Maßnahme“ verstehen. Zur Einstimmung darauf, was es bedeute, Russland abzuschrecken und einzudämmen sowie den dafür anfallenden Preis zu zahlen, sei dieses Buch empfohlen. Ähnlich urteilt Oliver Kühn in der Frankfurter Allgemeinen Zeitung: Masalas Forderungen würden seit Jahren erhoben, bisher jedoch ohne die notwendigen politischen Konsequenzen. Daher sei dem Büchlein weite Verbreitung zu wünschen. „Die gut einhundert Seiten könnte jeder Politiker an einem Abend durchlesen. Es wäre gut angelegte Zeit.“
Alexander Weinlein urteilt in der Zeitschrift Das Parlament, mitunter lese sich das Szenario wie die Rohfassung eines geopolitischen Thrillers. Das tue aber der Ernsthaftigkeit keinen Abbruch. Mögliche Szenarien durchzuspielen, gehöre in verteidigungspolitischen Zirkeln zum Alltag. Sie könnten helfen, Gegenstrategien zu entwickeln. Masala habe die Entwicklungen der letzten Jahre stringent zu Ende gedacht. Besonders befürchte er, dass die Europäer nach einem Frieden in der Ukraine in alte Verhaltensmuster zurückfallen und sich nicht um ihre Verteidigungsfähigkeit kümmern.
Uwe Mattheiß schreibt im Standard: „Die aktuellen Ereignisse stellen Masalas Szenario bisweilen in den Schatten. Er konnte nicht ahnen, dass ausgerechnet die westliche Führungsmacht von der Fahne geht und de facto russische Interessen bedient.“